# Andaingo
Andaingo (também conhecido como Andaingo Gara) é um município rural de Madagascar, país insular no Oceano Índico. Pertence ao distrito de Moramanga, que faz parte da região de Alaotra-Mangoro. A população da comuna era de 19.656 pessoas, em 2018. O ensino primário e secundário de nível júnior está disponível na cidade. A maioria da população da comuna (85% ) são agricultores. A cultura mais importante é o do arroz, enquanto outros produtos importantes são a mandioca e o taro. Os serviços fornecem emprego para apenas 15% da população.

## Estação de energia
Existe uma central térmica a biocombustível em Andaingo. Tem uma capacidade de 75 kw.